# Sočerga
Sočerga este o localitate din comuna Koper, Slovenia, cu o populație de 64 de locuitori.